# Beta Sculptoris
Beta Sculptoris (16 Sculptoris) é uma estrela na direção da Sculptor. Possui uma ascensão reta de 23h 32m 58.19s e uma declinação de −37° 49′ 06.1″. Sua magnitude aparente é igual a 4.38. Considerando sua distância de 178 anos-luz em relação à Terra, sua magnitude absoluta é igual a 0.69. Pertence à classe espectral B9.5IVMNpe..